# Juhsóska
A juhsóska (Rumex acetosella) a szegfűvirágúak (Caryophyllales) rendjébe, ezen belül a keserűfűfélék (Polygonaceae) családjába tartozó faj.

## Elterjedése
A juhsóska egész Európában gyakori. Az Alpokban 1360 méter magasságig hatol fel. Az Azori-szigeteken, Észak-Afrika nyugati részén, Ázsiában Törökországtól a Kínai Köztársaságig és Indiáig is fellelhető. Számos helyre betelepítették, például Afrika és Ázsia többi részére, Észak- és Dél-Amerikába, Ausztráliába, Új-Zélandra és Hawaiira.

## Alfajai
- Rumex acetosella subsp. acetosella
- Rumex acetosella subsp. acetoselloides (Balansa) Den Nijs
- Rumex acetosella subsp. angiocarpus (Murb.) Murb.
- Rumex acetosella subsp. multifidus (L.) Schübl. & G. Martens
- Rumex acetosella subsp. pyrenaicus (Pourr. ex Lapeyr.) Akeroyd

## Megjelenése
A juhsóska 10-40 centiméter magas, felálló szárú, évelő növény. Levelei kicsik, lándzsásak vagy szálasak, többnyire nyilas vagy dárdás vállúak, ízük a mezei sóskára (Rumex acetosa) emlékeztet, savanyú. Valamennyi levél nyeles. A virágok egyivarúak, karcsú bugákban nyílnak.

## Életmódja
A juhsóska gyepek, lejtők, legelők, fenyérek, homokpuszták, szántók és utak széleinek lakója. Mészkerülő, többnyire száraz, tápanyagban és bázisokban szegény, savanyú vagy gyengén savanyú, laza, főleg homoktalajokon nő. A homoktalaj és a talajelsavanyodás jelzőnövénye.
A virágzási ideje áprilistól július végéig tart.

## Tudnivalók
A juhsóska az egyéves és évelő fajokban gazdag lórom (Rumex) nemzetségbe tartozik, amelyből Magyarországon vadon 17 faj fordul elő. Virágukban jellegzetes a 6 cimpájú, maradó lepel, terméséréskor a 3 belső lepelcimpa megnagyobbodik. A sóskához hasonlóan a juhsóska is heresót és oxálsavat tartalmaz. Nagyobb mennyiségű fogyasztása egészségkárosodást okoz, főleg, ha valaki vesekőképződésre hajlamos. A legelő jószág mérgezéséről is beszámoltak már olyan legelők esetében, ahol ez a növény elszaporodott. Másrészt a juhsóskának magas a C-vitamin-tartalma, ezért sokan készítik el főzeléknek, vagy fogyasztják nyers állapotban. Gyengén mérgező.

## Képek

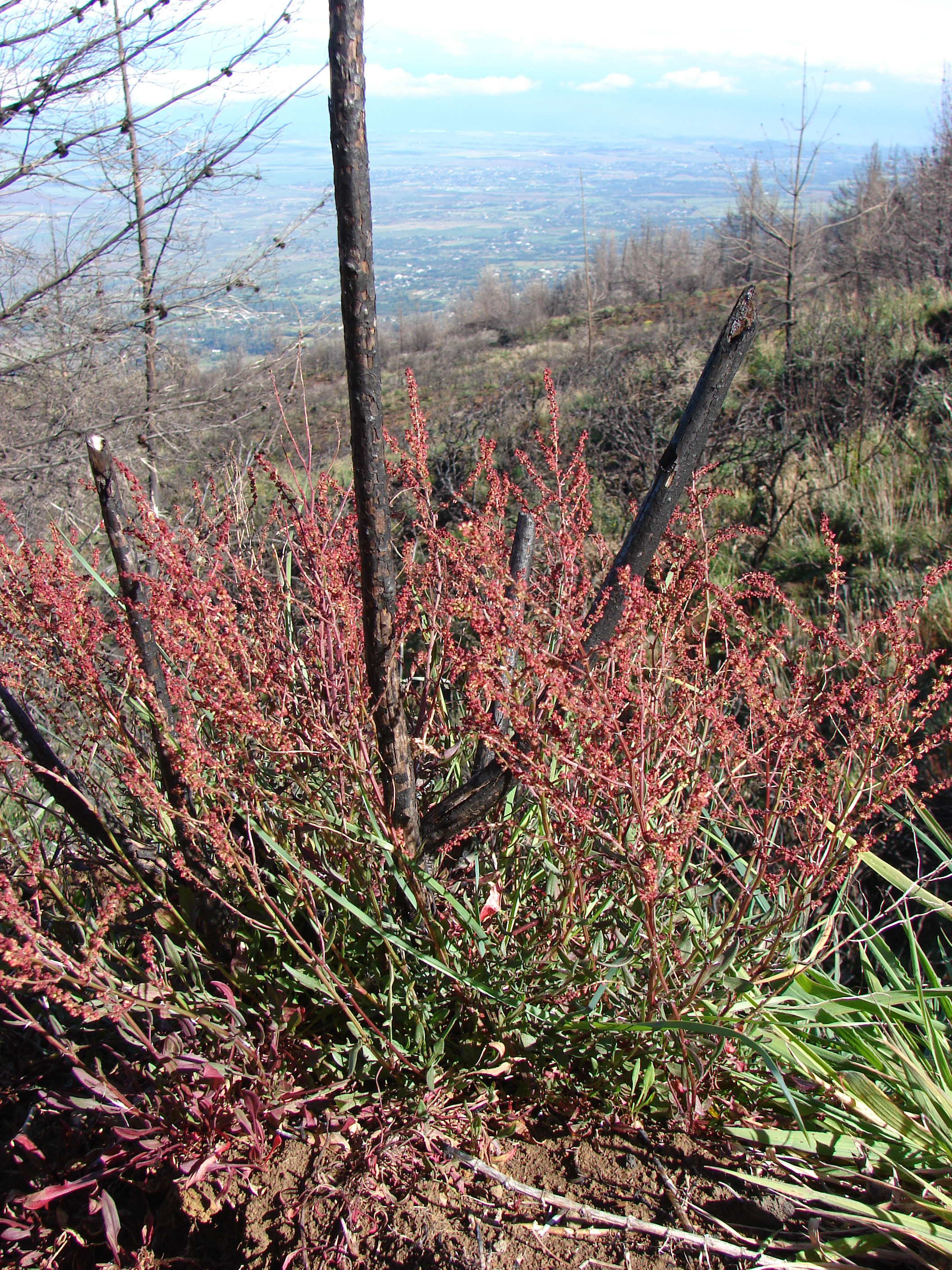
a növény
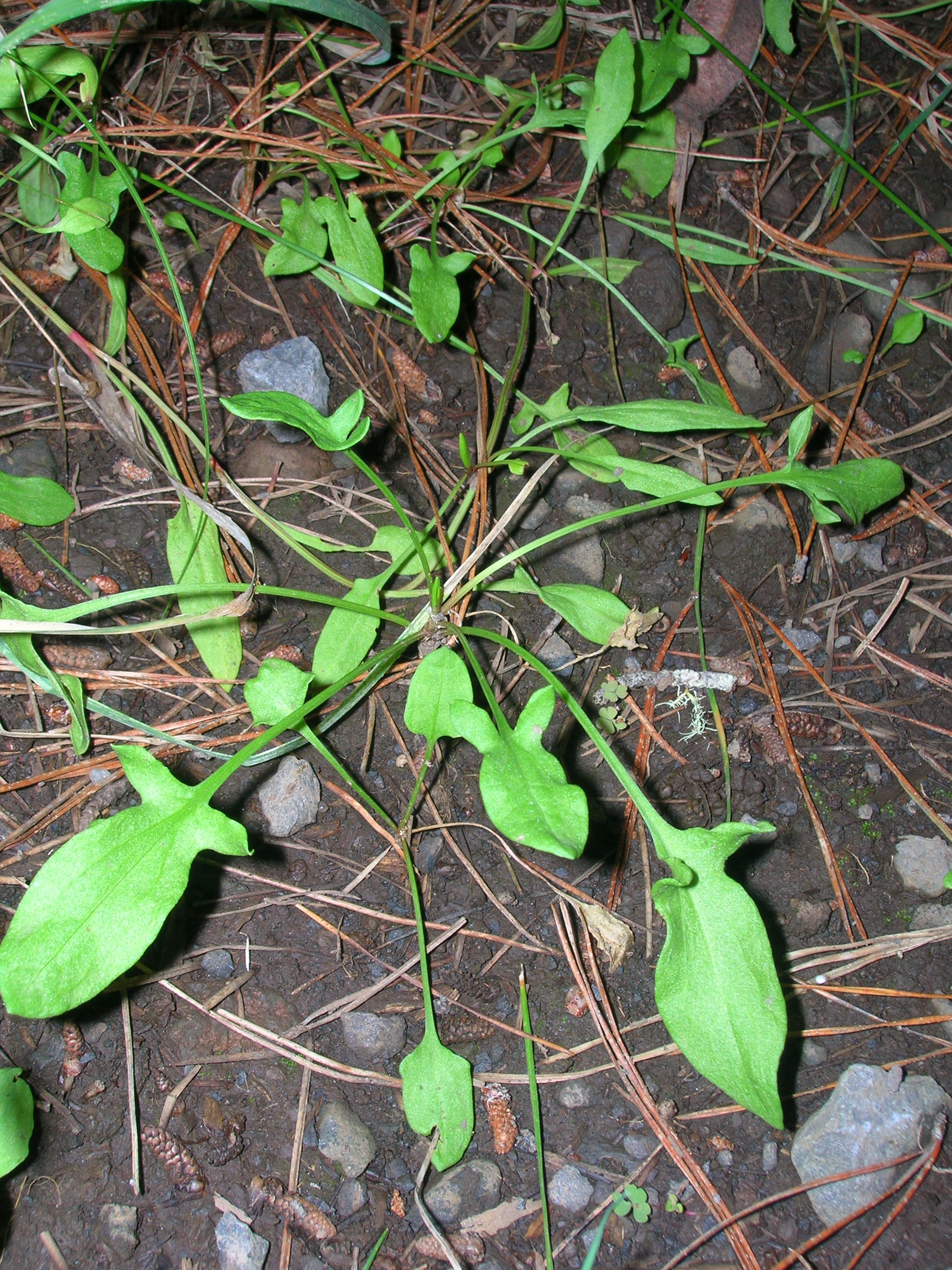
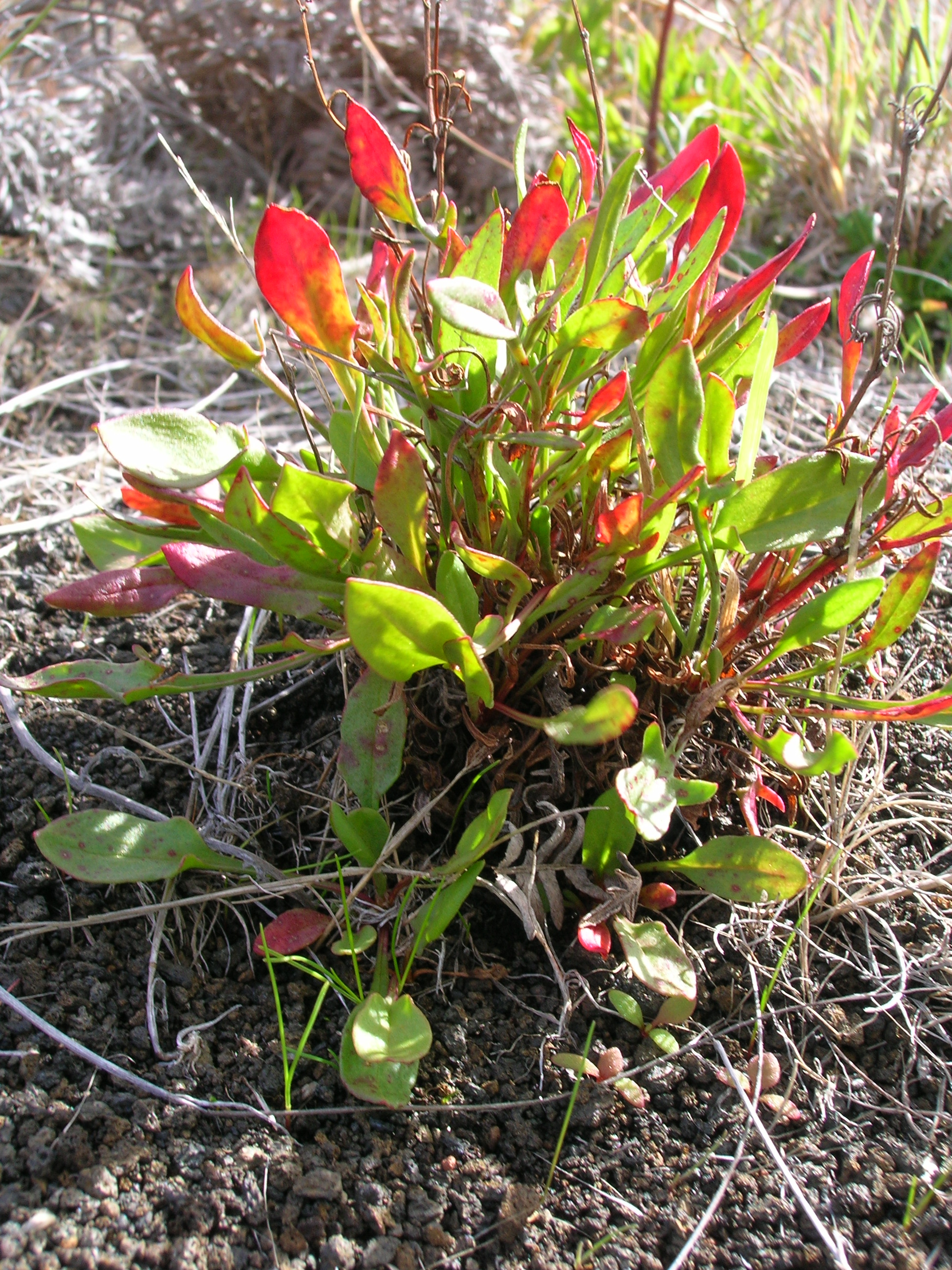
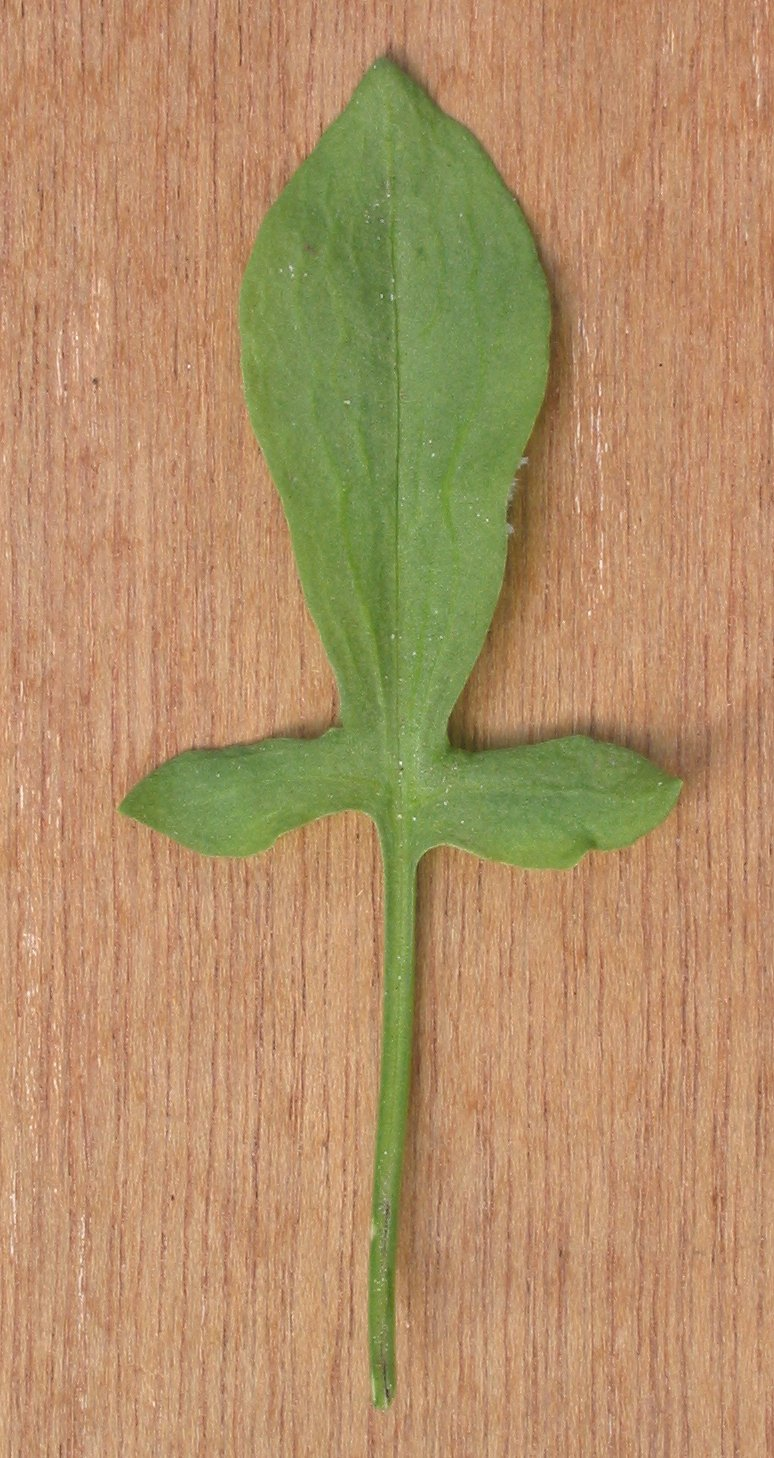
levele
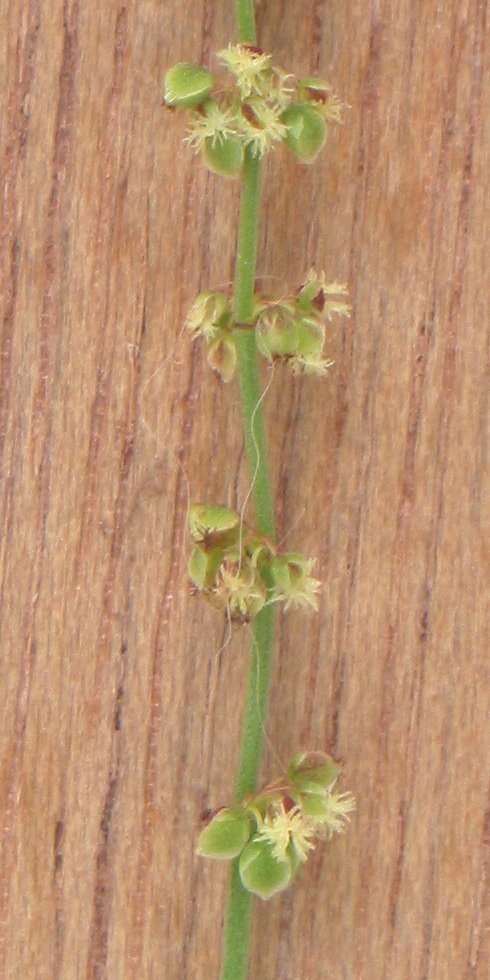
virágai
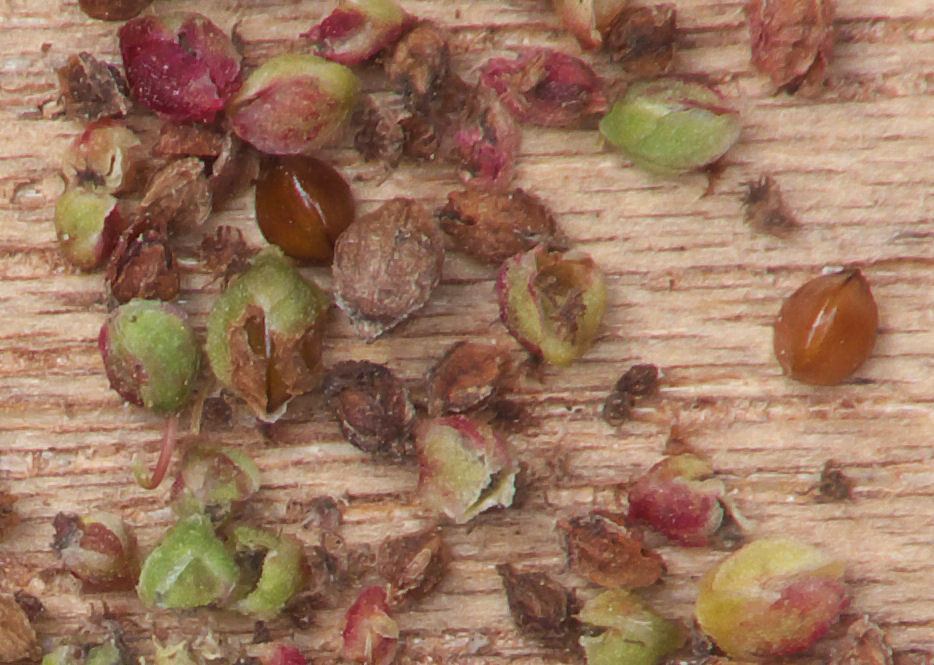
termései és magvai
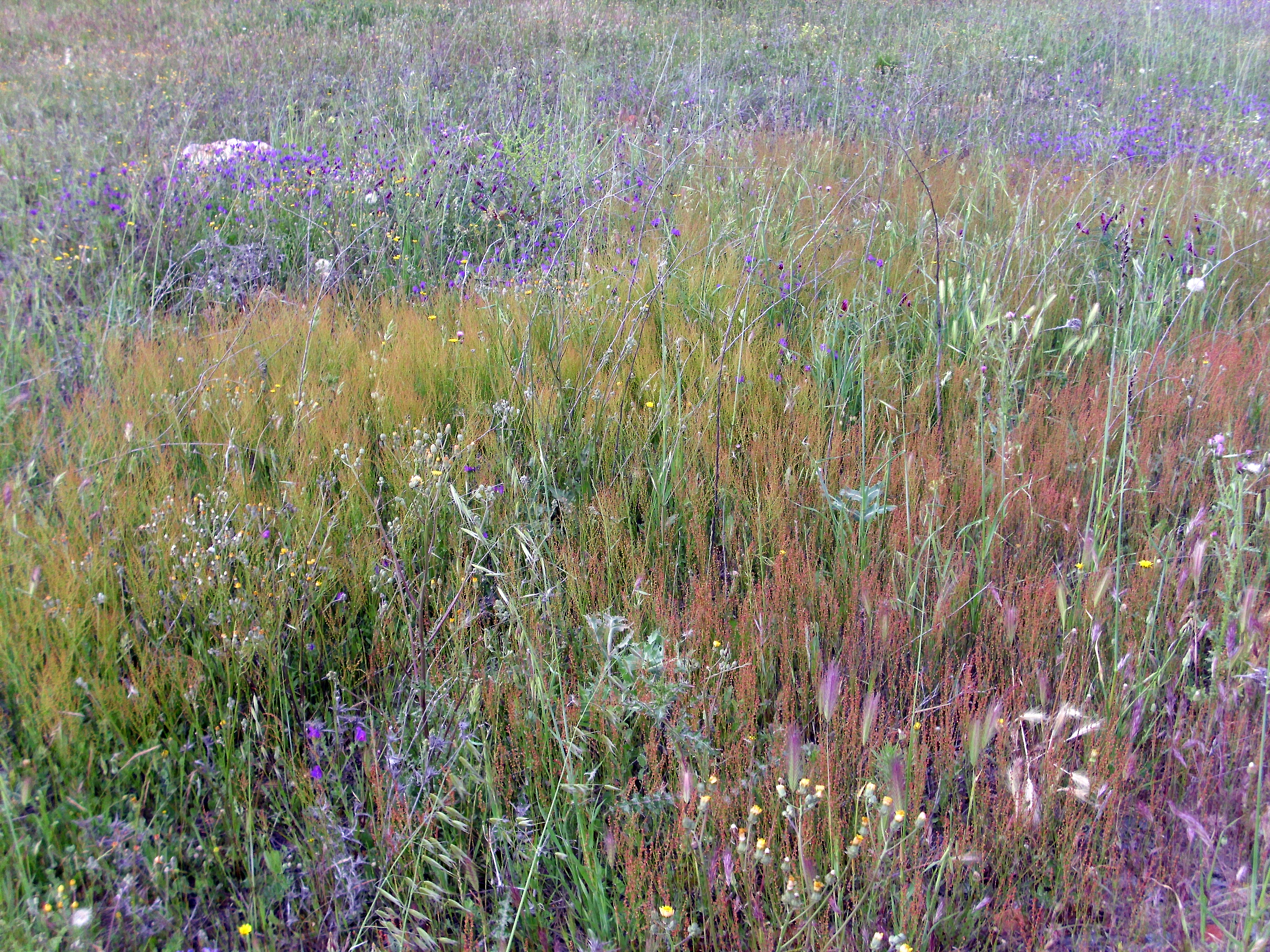
telepe
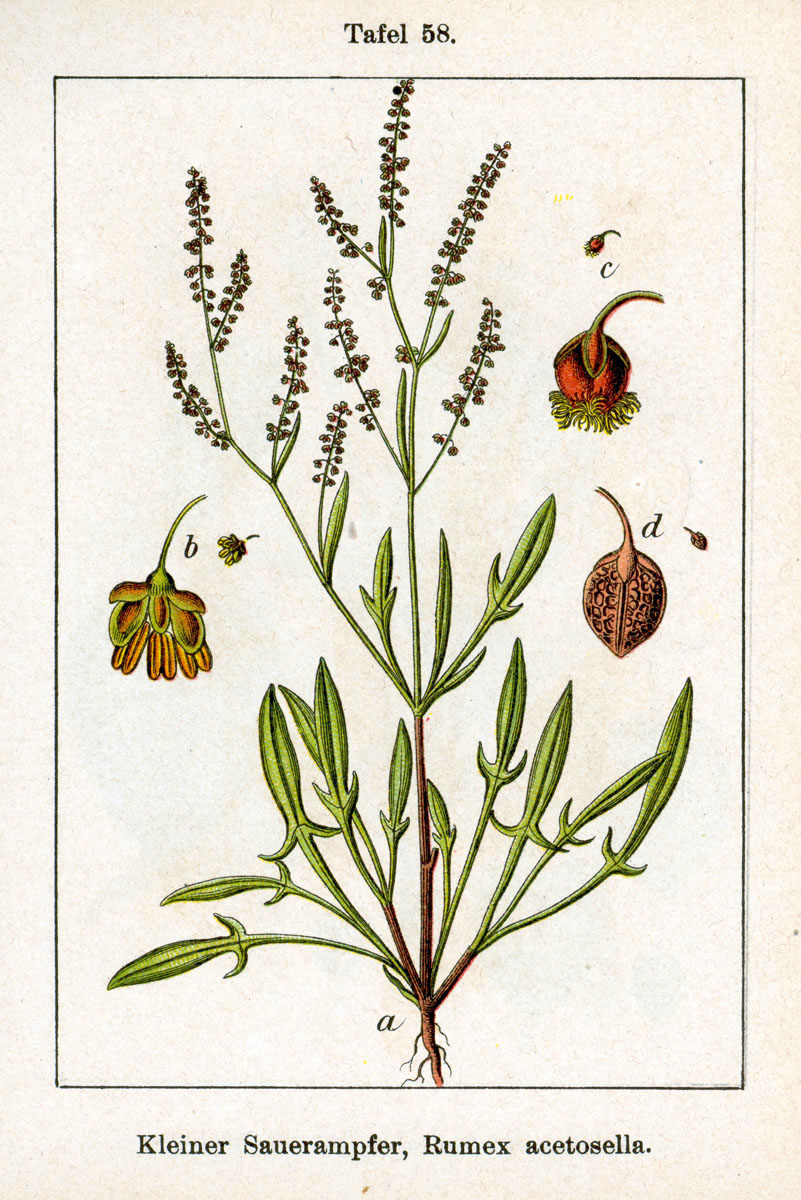
rajz a növényről